# Перхоть
Пе́рхоть (медицинское название: лат. pityriasis — отруби) — синдром, характеризуемый высокой скоростью чешуйчатого отслоения частиц кожи на протяжении сравнительно долгого времени. Чаще всего встречается на коже головы, покрытой обильным волосяным покровом. Перхоть является легкой клинической формой себорейного дерматита.

## Причины возникновения перхоти
Главные факторы: избыточная потливость, повышенная выработка кожного сала, использование щелочных моющих средств, употребление алкоголя. Перхоть может возникнуть вследствие нарушения обмена веществ, вызывающего неправильную работу сальных желёз (себорея) или избыточное размножение грибковой микрофлоры кожи головы, а чаще и то, и другое одновременно. Важным фактором является наследственная предрасположенность (особенности строения кожи и её секреции).

## Природа
Себорея (более общее понятие перхоти) — заболевание, обусловленное нарушением салообразования, проявляющееся усилением выработки сального секрета, а также изменением химического состава кожного сала.
Количество и качество кожного сала зависят от общего состояния организма (особенно эндокринной и нервной систем), пола, возраста, сопутствующих заболеваний и др. Течение болезни усугубляют хронические инфекции, гиповитаминозы (особенно А и С), употребление большого количества сладкой и жирной пищи, а также загрязнения кожи. Наибольшее количество кожного сала образуется и выделяется в период полового созревания.
В старческом возрасте количество сального секрета значительно снижается. Расстройство выделения сального секрета обычно возникает в результате нарушения равновесия между эстрогенами (женскими гормонами) и андрогенами (мужскими гормонами) в сторону последних, что чаще наблюдается в возрасте от 14 до 25 лет. В этот же период наблюдается более жирная кожа лица, спины и груди. При себорее изменяется состав сального секрета в основном за счет увеличения в нём свободных жирных кислот.
Выделяют себорею жирную (густую и жидкую) и сухую. Проявления себореи наиболее выражены на участках кожного покрова, где сальные железы располагаются в большом количестве: лицо, волосистая часть головы, грудь, спина. Густая жирная себорея характеризуется уплотнением и снижением эластичности кожи, значительным расширением устьев сальных желез. Выводной проток сальной железы закупоривается отторгающимся эпителием, пропитанным кожным салом. Так возникает комедон (чёрный угорь) — роговая пробка. Если этот элемент выдавить, выделится густая сальная масса. При густой форме себореи волосы грубые, жёсткие.
При жидкой жирной себорее кожа лоснится, напоминает апельсиновую корку (поры расширены, зияют), из сальных желез в избытке выделяется кожное сало. Волосы на голове выглядят так, словно смазаны маслом, склеиваются в пряди. Они обильно усыпаны довольно плотно сидящими желтоватыми чешуйками. В результате изменения химического состава сальный секрет теряет присущие ему стерилизующие свойства, что ведет к возникновению гнойничков на коже головы.
При сухой себорее (перхоти) салоотделение снижено, чешуйки почти сплошь покрывают кожу головы и волосы. Развитие этого процесса связывают с активизацией грибка — Malassezia Furfur. При хорошем иммунитете грибок не проявляет себя. При увеличенных психических и физических нагрузках или нарушенном режиме питания грибок активизируется. Значительно ускоряется рост эпидермальных клеток. Весь цикл естественного отшелушивания кожи вместо месяца занимает не более недели, причем сама клетка к концу этой недели не успевает пройти полное обезвоживание.
В результате масса чешуек превышает норму, становясь заметным невооруженным глазом. Если кроме этого присутствует зуд, раздражение кожи головы и отдельные очаги покраснения, то это свидетельствует о наличии себорейного дерматита. Чешуйки легко отделяются, загрязняют волосы, падают на одежду. Волосы обычно сухие, тонкие, ломкие, с расщеплёнными концами.
При лечении себореи необходимо сначала выяснить и ликвидировать причины заболевания. Лучше проконсультироваться с врачом-трихологом для выяснения степени тяжести и подбора препаратов для лечения конкретного случая. Так как при себорее происходит нарушение деятельности сальной железы, которая находится в нижних слоях эпидермиса, то лечение должно быть направлено на уменьшение салообразования, то есть быть «внутрикожным». Шампунь необходим для того, чтобы смыть сальный секрет с поверхности кожи головы, поэтому в комплексе с ним необходимо применять себорегулирующие маски или лосьоны, которые выдерживаются на голове 20—30 минут. В их состав должны входить следующие лечебные компоненты: антимикробные (пироктон оламин, пиритионом цинка, противогрибковые (климбазол, кетоконазол), отшелушивающие (салициловая кислота), кератолитические (удаление хлопьев/верхнего слоя эпидермиса), (сера), цитостатические (снижение скорости воспроизводства клеток), (персульфид селена), экстракты трав для снятия раздражения.
Желательно присутствие 2—3 компонентов из списка. Следует сбалансировать диету: ограничить потребление сладкого, жирного. Пища должна быть богата клетчаткой, витаминами, кисломолочными продуктами.

## Терапия
Для лечения перхоти применяют противогрибковые средства — шампуни и лечебные лосьоны.
Также рекомендуется принимать препараты для нормализации процессов липолиза. Лечение метионином помогает нормализовать синтез фосфолипидов из жиров, способствует синтезу креатинина, адреналина, сокращает отложения нейтрального жира в печени, активизирует действие ряда ферментов и гормонов, аскорбиновой кислоты, витамина В12, фолиевой кислоты.
Назначение рибофлавина позволяет отрегулировать окислительно-восстановительные процессы благодаря участию в углеводном, жировом, белковом обмене.
Поскольку появление перхоти часто связано с ослаблением иммунитета и патологиями желудочно-кишечного тракта (дисбактериоз), также необходима консультация иммунолога, гастроэнтеролога и инфекциониста.

### Препараты для лечения от перхоти
Ниже представлены активные компоненты, которые применяются для лечения перхоти и входят в состав шампуней и лосьонов от перхоти:
- Белосалик — оказывает: противовоспалительное, противоотечное, противоаллергическое, вазоконстрикторное, антипролиферативное, кератолитическое, противомикробное, противогрибковое и местное гипотермическое действие.
- Бетаметазон — обладает: противовоспалительным, противоаллергическим и антипролиферативным действием.
- Пиритион цинка оказывает: противогрибковое, противомикробное действие в отношении грибов рода Malassezia (Pityrosporum).
- Циклопирокс — оказывает выраженное фунгицидное действие. На грибы вида Malassezia (Pityrosporum) циклопирокс начинает действовать через 3 минуты с момента начала контакта[2].
- Клотримазол — противогрибковое средство из группы азолов (производное имидазола). Клотримазол проявляет активность в отношении плесневых грибов, дерматофитов, грибов рода Candida и Malassezia (Pityrosporum). Фунгицидное действие клотримазола обусловлено нарушением целостности клеточной мембраны грибков и нарушением синтеза эргостерола[1].
- Кетоконазол также является препаратом группы азолов (производное имидазолдиоксолана). Кетоконазол оказывает фунгистатическое и фунгицидное действие. Механизм действия заключается в изменении липидного состава мембраны болезнетворных грибов и ингибировании биосинтеза эргостерола. Активен в отношении дерматофитов, грибов Candida, Malassezia (Pityrosporum)[3]. Препараты для лечения перхоти, содержащие кетоконазол, обычно выпускаются в виде шампуней.
- Бифоназол — противогрибковый препарат для наружного применения, производное имидазолдиоксолана. По действию аналогичен кетоконазолу, но дольше задерживается в коже (48—72 часа), к бифоназолу не развивается резистентность или снижение чувствительности грибов Candida, Malassezia (Pityrosporum)[4].
- Дёготь березовый противогрибкового действия не оказывает, но за счет таких составляющих как фенол, толуол, ксилол, смолы, имеет инсектицидное, обеззараживающее и местнораздражающее действие, а также восстанавливает цикл обновления клеток кожи[1].
- Ихтиол — аммониевая соль сульфокислот сланцевого масла. За счет содержания органически связанной серы имеет местнообезболивающее, противовоспалительное, антисептическое действие[5]. Также ихтиол — кераторедуцирующее средство, нормализуют цикл обновления клеток[1].
- Салициловая кислота обладает некоторой противомикробной активностью, а также подавляет секрецию потовых и сальных желез., увеличивает проникновение других веществ в кожу. Оказывает кератопластическое действие (в низких концентрациях) и кератолитическое действие (в высоких концентрациях). Также салициловая кислота способствует отшелушиванию клеток с поверхности эпидермиса и снимает зуд. При себорее показана концентрация 3—15 % (в лосьонах обычно 2 %, чего недостаточно для кератолитического действия показанного при себорее).
- Климбазол оказывает фунгицидное действие. По действию аналогичен кетоконазолу.
- Персульфид селена снижает численность болезнетворных бактерий, противогрибковой активностью не обладает[1].